# Gatumba
Gatumba – miasto w Burundi; w prowincji Bużumbura; 11 700 mieszkańców (2008). 